# Temporada da IndyCar Series de 2013
A temporada da IZOD IndyCar Series de 2013 foi a décima oitava temporada da categoria. O chassi utilizado foi o Dallara DW12 com os mesmos kits aerodinâmicos utilizados em 2012 e fornecedor de pneus a Firestone. O neozelandês Scott Dixon, da equipe Chip Ganassi Racing, foi o campeão do ano derrotando o brasileiro Hélio Castroneves por 27 pontos, conseguindo o seu terceiro título na carreira. O brasileiro Tony Kanaan, da equipe KV Racing Technology venceu as 500 Milhas de Indianápolis pela primeira vez em doze tentativas.
Este campeonato foi marcado pelo grave acidente sofrido pelo escocês Dario Franchitti na corrida 2 de Houston, que forçou a aposentadoria do tetracampeão da IndyCar. Além do piloto da Chip Ganassi, Ernesto Viso (Andretti Autosport) e Takuma Sato (KV Racing) também se envolveram na batida.

## Calendário
O calendário oficial foi divulgado no dia 30 de setembro de 2012. Ele consistiu em 19 corridas, acontecendo em 16 etapas. Três destas etapas foram em duas corridas (Detroit, Toronto e Houston), sendo uma corrida destas duas com largada estática. A chamada Triplice Coroa voltou a acontecer pela primeira vez desde 1989, com as corridas de Indianápolis, Pocono e Fontana. A categoria ofereceu um bônus de US$ 1.000.000 para o piloto que vencer as três corridas, e um prêmio de consolação de US$ 250.000 se um piloto ganhar pelo menos duas destas corridas.
| Prova | Nome da corrida                           | Circuito                    | Local                    | Data          | Horário (ET) | Horário (Brasília) |
| ----- | ----------------------------------------- | --------------------------- | ------------------------ | ------------- | ------------ | ------------------ |
| 1     | Honda Grand Prix of St. Petersburg        | Ruas de São Petersburgo     | São Petersburgo, Flórida | 24 de março   | 12:00        | 13:00              |
| 2     | Honda Indy Grand Prix of Alabama          | Barber Motorsports Park     | Birmingham, Alabama      | 7 de abril    | 15:00        | 16:00              |
| 3     | Toyota Grand Prix of Long Beach           | Ruas de Long Beach          | Long Beach, Califórnia   | 21 de abril   | 16:00        | 17:00              |
| 4     | Itaipava São Paulo Indy 300 Nestlé        | Ruas de São Paulo           | São Paulo, São Paulo     | 5 de maio     | 11:00        | 12:00              |
| 5     | 97th Indianapolis 500                     | Indianapolis Motor Speedway | Speedway, Indiana        | 26 de maio    | 11:00        | 12:00              |
| 6     | Chevrolet Detroit Belle Isle Grand Prix 1 | Belle Isle Park             | Detroit, Michigan        | 1 de junho    | 15:30        | 16:30              |
| 7     | Chevrolet Detroit Belle Isle Grand Prix 2 | Belle Isle Park             | Detroit, Michigan        | 2 de junho    | 15:30        | 16:30              |
| 8     | Firestone 550                             | Texas Motor Speedway        | Fort Worth, Texas        | 8 de junho    | 20:30        | 21:30              |
| 9     | Milwaukee IndyFest                        | Milwaukee Mile              | West Allis, Wisconsin    | 15 de junho   | 16:00        | 17:00              |
| 10    | Iowa Corn Indy 250                        | Iowa Speedway               | Newton, Iowa             | 23 de junho   | 14:30        | 15:30              |
| 11    | Pocono IndyCar 400                        | Pocono Raceway              | Long Pond, Pennsylvania  | 7 de julho    | 12:00        | 13:00              |
| 12    | Honda Indy Toronto 1                      | Ruas de Toronto             | Toronto, Ontário         | 13 de julho   | 15:00        | 16:00              |
| 13    | Honda Indy Toronto 2                      | Ruas de Toronto             | Toronto, Ontário         | 14 de julho   | 15:00        | 16:00              |
| 14    | Honda Indy 200 at Mid-Ohio                | Mid-Ohio Sports Car Course  | Lexington, Ohio          | 4 de agosto   | 15:00        | 16:00              |
| 15    | Indy Grand Prix of Sonoma                 | Infineon Raceway            | Sonoma, Califórnia       | 25 de agosto  | 16:00        | 17:00              |
| 16    | Baltimore Grand Prix                      | Ruas de Baltimore           | Baltimore, Maryland      | 1 de setembro | 14:00        | 15:00              |
| 17    | Grande Prêmio de Houston 1                | Reliant Park                | Houston, Texas           | 5 de outubro  | 15:00        | 16:00              |
| 18    | Grande Prêmio de Houston 2                | Reliant Park                | Houston, Texas           | 6 de outubro  | 13:00        | 14:00              |
| 19    | California Indy 500                       | Auto Club Speedway          | Fontana, Califórnia      | 19 de outubro | 20:00        | 21:00              |

- Circuitos ovais
- Circuitos de rua temporários
- Circuitos mistos permanentes

Notas

## Pilotos e Equipes
| Equipe                                | Chassis | Motor     | Pneu | Nº | Pilotos             | Corridas          | Notas                                                         |
| ------------------------------------- | ------- | --------- | ---- | -- | ------------------- | ----------------- | ------------------------------------------------------------- |
| A. J. Foyt Enterprises                | Dallara | Honda     | F    | 14 | Takuma Sato         | Todas             |                                                               |
| A. J. Foyt Enterprises                | Dallara | Honda     | F    | 41 | Conor Daly (R)      | 5                 | Indy 500 apenas                                               |
| Andretti Autosport                    | Dallara | Chevrolet | F    | 1  | Ryan Hunter-Reay    | Todas             |                                                               |
| Andretti Autosport                    | Dallara | Chevrolet | F    | 5  | Ernesto Viso        | 1-18              | Em associação com HVM Racing e Team Venezuela                 |
| Andretti Autosport                    | Dallara | Chevrolet | F    | 5  | Carlos Muñoz (R)    | 19                |                                                               |
| Andretti Autosport                    | Dallara | Chevrolet | F    | 25 | Marco Andretti      | Todas             |                                                               |
| Andretti Autosport                    | Dallara | Chevrolet | F    | 26 | Carlos Muñoz (R)    | 5                 | Indy 500 apenas                                               |
| Andretti Autosport                    | Dallara | Chevrolet | F    | 27 | James Hinchcliffe   | Todas             |                                                               |
| Barracuda Racing                      | Dallara | Honda     | F    | 98 | Alex Tagliani       | 1-13              |                                                               |
| Barracuda Racing                      | Dallara | Honda     | F    | 98 | Luca Filippi (R)    | 14, 16-18         |                                                               |
| Barracuda Racing                      | Dallara | Honda     | F    | 98 | J. R. Hildebrand    | 15, 19            |                                                               |
| Chip Ganassi Racing                   | Dallara | Honda     | F    | 8  | Ryan Briscoe        | 5                 | Indy 500 apenas                                               |
| Chip Ganassi Racing                   | Dallara | Honda     | F    | 9  | Scott Dixon         | Todas             |                                                               |
| Chip Ganassi Racing                   | Dallara | Honda     | F    | 10 | Dario Franchitti    | 1-18              | Fraturou duas vertebras e tornozelo em Houston 2              |
| Chip Ganassi Racing                   | Dallara | Honda     | F    | 10 | Alex Tagliani       | 19                |                                                               |
| Chip Ganassi Racing                   | Dallara | Honda     | F    | 83 | Charlie Kimball     | Todas             |                                                               |
| Dale Coyne Racing                     | Dallara | Honda     | F    | 18 | Bia Figueiredo      | 1-5, 9-10         |                                                               |
| Dale Coyne Racing                     | Dallara | Honda     | F    | 18 | Mike Conway         | 6-7, 12-13, 17-18 |                                                               |
| Dale Coyne Racing                     | Dallara | Honda     | F    | 18 | Pippa Mann          | 8, 11, 19         |                                                               |
| Dale Coyne Racing                     | Dallara | Honda     | F    | 18 | James Davison (R)   | 14-15             |                                                               |
| Dale Coyne Racing                     | Dallara | Honda     | F    | 18 | Stefan Wilson (R)   | 16                |                                                               |
| Dale Coyne Racing                     | Dallara | Honda     | F    | 19 | Justin Wilson       | Todas             |                                                               |
| Dale Coyne Racing                     | Dallara | Honda     | F    | 63 | Pippa Mann          | 5                 | Indy 500 apenas                                               |
| Dragon Racing                         | Dallara | Chevrolet | F    | 6  | Sebastián Saavedra  | Todas             |                                                               |
| Dragon Racing                         | Dallara | Chevrolet | F    | 7  | Sébastien Bourdais  | Todas             |                                                               |
| Ed Carpenter Racing                   | Dallara | Chevrolet | F    | 20 | Ed Carpenter        | Todas             |                                                               |
| KV Racing Technology                  | Dallara | Chevrolet | F    | 11 | Tony Kanaan         | Todas             |                                                               |
| KV Racing Technology                  | Dallara | Chevrolet | F    | 78 | Simona de Silvestro | Todas             |                                                               |
| Lazier Partners Racing                | Dallara | Chevrolet | F    | 91 | Buddy Lazier        | 5                 | Indy 500 apenas                                               |
| Panther Racing                        | Dallara | Chevrolet | F    | 4  | J. R. Hildebrand    | 1-5               |                                                               |
| Panther Racing                        | Dallara | Chevrolet | F    | 4  | Ryan Briscoe        | 6-7, 9, 11-12, 15 | Fraturou o pulso direito em Toronto 1.                        |
| Panther Racing                        | Dallara | Chevrolet | F    | 4  | Oriol Servià        | 8, 10, 14, 16-19  |                                                               |
| Panther Racing                        | Dallara | Chevrolet | F    | 4  | Carlos Muñoz (R)    | 13                |                                                               |
| Panther Racing                        | Dallara | Chevrolet | F    | 60 | Townsend Bell       | 5                 | Indy 500 apenas                                               |
| Panther/Dreyer & Reinbold Racing      | Dallara | Chevrolet | F    | 22 | Oriol Servià        | 1-5               |                                                               |
| Rahal Letterman Lanigan Racing        | Dallara | Honda     | F    | 15 | Graham Rahal        | Todas             |                                                               |
| Rahal Letterman Lanigan Racing        | Dallara | Honda     | F    | 16 | James Jakes         | Todas             |                                                               |
| Rahal Letterman Lanigan Racing        | Dallara | Honda     | F    | 17 | Mike Conway         | 3                 |                                                               |
| Rahal Letterman Lanigan Racing        | Dallara | Honda     | F    | 17 | Michel Jourdain Jr. | 5                 | Indy 500 apenas. Não obteve tempo para a corrida.             |
| Sarah Fisher Hartman Racing           | Dallara | Honda     | F    | 21 | Josef Newgarden     | 5                 | Correu com #21 por razões de patrocínio.                      |
| Sarah Fisher Hartman Racing           | Dallara | Honda     | F    | 67 | Josef Newgarden     | 1–4, 6–19         |                                                               |
| Sarah Fisher Hartman Racing           | Dallara | Honda     | F    | 97 | Lucas Luhr (R)      | 15                | Em associação com a RW Motorsports.                           |
| Schmidt Peterson Hamilton Motorsports | Dallara | Honda     | F    | 55 | Tristan Vautier (R) | Todas             |                                                               |
| Schmidt Peterson Hamilton Motorsports | Dallara | Honda     | F    | 77 | Simon Pagenaud      | Todas             |                                                               |
| Schmidt Peterson Hamilton Motorsports | Dallara | Honda     | F    | 81 | Katherine Legge     | 5                 | Indy 500 apenas                                               |
| Team Penske                           | Dallara | Chevrolet | F    | 2  | A. J. Allmendinger  | 2-3, 5-7, 19      | Não foi considerado novato devido à experiência na Champ Car. |
| Team Penske                           | Dallara | Chevrolet | F    | 3  | Hélio Castroneves   | Todas             |                                                               |
| Team Penske                           | Dallara | Chevrolet | F    | 12 | Will Power          | Todas             |                                                               |

| #   | Corrida         |
| --- | --------------- |
| 1   | São Petersburgo |
| 2   | Alabama         |
| 3   | Long Beach      |
| 4   | São Paulo       |
| 5   | Indianápolis    |
| 6   | Detroit         |
| 7   | Detroit         |
| 8   | Texas           |
| 9   | Milwaukee       |
| 10  | Iowa            |
| 11  | Pocono          |
| 12  | Toronto         |
| 13  | Toronto         |
| 14  | Mid-Ohio        |
| 15  | Sonoma          |
| 16  | Baltimore       |
| 17  | Houston         |
| 18  | Houston         |
| 19  | Fontana         |
|     |                 |
| (R) | Rookie          |

Nota: A equipe Newman-Haas buscou patrocínio para regressar à IndyCar em 2013, e a Scuderia Coloni avaliou a possibilidade de participar da categoria, mas ambas não tiveram sucesso.
- Buddy Rice chegou a se inscrever para a Indy 500, mas abriu mão da vaga, repassando-a para Katherine Legge.

### Mudanças de pilotos
- Rubens Barrichello - KV Racing Technology ? Stock Car Brasil;
- Simona de Silvestro - HVM Racing ? KV Racing;
- Sebastián Saavedra - Andretti Autosport (algumas corridas em 2012) ? Dragon Racing;
- Ernesto Viso - KV Racing ? Andretti Autosport (em associação com HVM e Team Venezuela);
- James Jakes - Dale Coyne Racing ? Rahal Letterman Lanigan Racing;
- Graham Rahal - Chip Ganassi Racing ? Rahal Letterman Lanigan Racing;
- Takuma Sato - Rahal Letterman Lanigan ? A.J. Foyt Enterprises;
- J. R. Hildebrand - Panther Racing ? dispensado;
- Ryan Briscoe - Chip Ganassi Racing ? Panther (em revezamento com Oriol Servià);
- Carlos Muñoz - Andretti Autosport (correu em Indianápolis) ? Panther (substitui Ryan Briscoe na corrida 2 de Toronto);
- Bia Figueiredo - Dale Coyne Racing ? situação indefinida (Mike Conway e Pippa Mann pilotaram o carro #18 em Detroit, Texas, Pocono e Toronto).

## Resultados
| Etapa | Corrida        | Pole position     | Volta mais rápida  | Líder por mais voltas | Vencedor          | Vencedor                              | Vencedor  | Detalhes |
| Etapa | Corrida        | Pole position     | Volta mais rápida  | Líder por mais voltas | Piloto            | Equipe                                | Motor     | Detalhes |
| ----- | -------------- | ----------------- | ------------------ | --------------------- | ----------------- | ------------------------------------- | --------- | -------- |
| 1     | St. Petersburg | Will Power        | Will Power         | Hélio Castroneves     | James Hinchcliffe | Andretti Autosport                    | Chevrolet | Detalhes |
| 2     | Birmingham     | Ryan Hunter-Reay  | James Jakes        | Ryan Hunter-Reay      | Ryan Hunter-Reay  | Andretti Autosport                    | Chevrolet | Detalhes |
| 3     | Long Beach     | Dario Franchitti  | E. J. Viso         | Takuma Sato           | Takuma Sato       | A. J. Foyt Enterprises                | Honda     | Detalhes |
| 4     | São Paulo      | Ryan Hunter-Reay  | Tony Kanaan        | Takuma Sato           | James Hinchcliffe | Andretti Autosport                    | Chevrolet | Detalhes |
| 5     | Indianapolis   | Ed Carpenter      | Justin Wilson      | Ed Carpenter          | Tony Kanaan       | KV Racing Technology                  | Chevrolet | Detalhes |
| 6     | Detroit 1      | Dario Franchitti  | Mike Conway        | Mike Conway           | Mike Conway       | Dale Coyne Racing                     | Honda     | Detalhes |
| 7     | Detroit 2      | Mike Conway       | Mike Conway        | Mike Conway           | Simon Pagenaud    | Schmidt Peterson Hamilton Motorsports | Honda     | Detalhes |
| 8     | Texas          | Will Power        | Tony Kanaan        | Hélio Castroneves     | Hélio Castroneves | Team Penske                           | Chevrolet | Detalhes |
| 9     | Milwaukee      | Marco Andretti    | Ryan Hunter-Reay   | Takuma Sato           | Ryan Hunter-Reay  | Andretti Autosport                    | Chevrolet | Detalhes |
| 10    | Iowa           | Hélio Castroneves | Ed Carpenter       | James Hinchcliffe     | James Hinchcliffe | Andretti Autosport                    | Chevrolet | Detalhes |
| 11    | Pocono         | Marco Andretti    | Takuma Sato        | Marco Andretti        | Scott Dixon       | Chip Ganassi Racing                   | Honda     | Detalhes |
| 12    | Toronto 1      | Dario Franchitti  | Hélio Castroneves  | Will Power            | Scott Dixon       | Chip Ganassi Racing                   | Honda     | Detalhes |
| 13    | Toronto 2      | Scott Dixon       | Dario Franchitti   | Scott Dixon           | Scott Dixon       | Chip Ganassi Racing                   | Honda     | Detalhes |
| 14    | Mid-Ohio       | Ryan Hunter-Reay  | Simon Pagenaud     | Charlie Kimball       | Charlie Kimball   | Chip Ganassi Racing                   | Honda     | Detalhes |
| 15    | Sonoma         | Dario Franchitti  | Will Power         | Scott Dixon           | Will Power        | Team Penske                           | Chevrolet | Detalhes |
| 16    | Baltimore      | Scott Dixon       | Sébastien Bourdais | Will Power            | Simon Pagenaud    | Schmidt Peterson Hamilton Motorsports | Honda     | Detalhes |
| 17    | Houston 1      | Takuma Sato       | Will Power         | Scott Dixon           | Scott Dixon       | Chip Ganassi Racing                   | Honda     | Detalhes |
| 18    | Houston 2      | Hélio Castroneves | Luca Filippi       | Will Power            | Will Power        | Team Penske                           | Chevrolet | Detalhes |
| 19    | Fontana        | Will Power        | James Hinchcliffe  | Will Power            | Will Power        | Team Penske                           | Chevrolet | Detalhes |

## Pontuação
Os pontos foram distribuídos para os pilotos de acordo com a tabela abaixo:
| Posição                   | 1  | 2  | 3  | 4  | 5  | 6  | 7  | 8  | 9  | 10 | 11 | 12 | 13 | 14 | 15 | 16 | 17 | 18 | 19 | 20 | 21 | 22 | 23 | 24 | 25 | 26 | 27 | 28 | 29 | 30 | 31 | 32 | 33 |
| ------------------------- | -- | -- | -- | -- | -- | -- | -- | -- | -- | -- | -- | -- | -- | -- | -- | -- | -- | -- | -- | -- | -- | -- | -- | -- | -- | -- | -- | -- | -- | -- | -- | -- | -- |
| Corrida                   | 50 | 40 | 35 | 32 | 30 | 28 | 26 | 24 | 22 | 20 | 19 | 18 | 17 | 16 | 15 | 14 | 13 | 12 | 11 | 10 | 9  | 8  | 7  | 6  | 5  | 5  | 5  | 5  | 5  | 5  | 5  | 5  | 5  |
| Qualificação Indianápolis | 15 | 13 | 12 | 11 | 10 | 9  | 8  | 7  | 6  | 4  | 4  | 4  | 4  | 4  | 4  | 4  | 4  | 4  | 4  | 4  | 4  | 4  | 4  | 4  | 3  | 3  | 3  | 3  | 3  | 3  | 3  | 3  | 3  |
| Qualificação Iowa         | 9  | 8  | 7  | 6  | 5  | 4  | 3  | 3  | 2  | 2  | 1  | 1  |    |    |    |    |    |    |    |    |    |    |    |    |    |    |    |    |    |    |    |    |    |

- Um ponto foi dado a qualquer piloto que liderar pelo menos uma volta durante a corrida.
- Um ponto foi dado ao piloto que fizer a pole (exceto Indianápolis e Iowa).
- Dois pontos foram dados ao piloto que liderar mais voltas em uma corrida.
- Pontos extras foram distribuídos para os treinos classificatórios de Indianápolis e Iowa.
- O critério de desempate na pontuação foi dado pela quantidade no número de vitórias, seguido pelo número de 2ºs, 3ºs, etc., e em seguida pelo número de pole positions, seguido pelo número de vezes qualificado nos treinos classificatórios em 2º, etc.

| 1   | Scott Dixon         | 5   | 2   | 11  | 18  | 16   | 14   | 4    | 4    | 23  | 6   | 5   | 16  | 1   | 1    | 1    | 7   | 15  | 19  | 1    | 2    | 5   | 577 |
| 2   | Hélio Castroneves   | 2   | 3   | 10  | 13  | 8    | 6    | 5    | 8    | 1   | 2   | 1   | 8   | 8   | 6    | 2    | 6   | 7   | 9   | 18   | 23   | 6   | 550 |
| 3   | Simon Pagenaud      | 24  | 6   | 8   | 9   | 21   | 8    | 12   | 1    | 13  | 12  | 11  | 6   | 6   | 9    | 12   | 2   | 5   | 1   | 4    | 6    | 13  | 508 |
| 4   | Will Power          | 16  | 5   | 16  | 24  | 6    | 19   | 8    | 20   | 7   | 3   | 2   | 17  | 4   | 15   | 18   | 4   | 1   | 18  | 12   | 1    | 1   | 498 |
| 5   | Marco Andretti      | 3   | 7   | 7   | 3   | 3    | 4    | 20   | 6    | 5   | 20  | 4   | 9   | 10  | 4    | 9    | 9   | 4   | 10  | 13   | 20   | 7   | 484 |
| 6   | Justin Wilson       | 9   | 8   | 3   | 20  | 14   | 5    | 3    | 22   | 15  | 9   | 13  | 11  | 7   | 11   | 8    | 8   | 2   | 4   | 3    | 4    | 18  | 472 |
| 7   | Ryan Hunter-Reay    | 18  | 1   | 24  | 11  | 7    | 3    | 2    | 18   | 2   | 1   | 14  | 2   | 20  | 18   | 19   | 5   | 6   | 20  | 20   | 21   | 9   | 469 |
| 8   | James Hinchcliffe   | 1   | 26  | 26  | 1   | 9    | 21   | 15   | 19   | 9   | 5   | 3   | 1   | 24  | 8    | 21   | 10  | 8   | 7   | 24   | 3    | 4   | 449 |
| 9   | Charlie Kimball     | 12  | 4   | 21  | 10  | 19   | 9    | 14   | 7    | 17  | 17  | 17  | 12  | 2   | 21   | 6    | 1   | 20  | 6   | 11   | 8    | 10  | 427 |
| 10  | Dario Franchitti    | 25  | 25  | 4   | 7   | 17   | 23   | 6    | 5    | 6   | 8   | 24  | 20  | 3   | 3    | 4    | 3   | 3   | 21  | 15   | 15   | LES | 418 |
| 11  | Tony Kanaan         | 4   | 13  | 20  | 21  | 12   | 1    | 13   | 12   | 3   | 10  | 8   | 3   | 13  | 5    | 24   | 24  | 13  | 15  | 21   | 24   | 3   | 397 |
| 12  | Sébastien Bourdais  | 11  | 16  | 15  | 14  | 15   | 29   | 24   | 11   | 20  | 22  | 22  | 14  | 16  | 2    | 3    | 12  | 10  | 3   | 8    | 5    | 12  | 370 |
| 13  | Simona de Silvestro | 6   | 18  | 9   | 8   | 24   | 17   | 16   | 24   | 16  | 24  | 23  | 21  | 11  | 10   | 14   | 11  | 9   | 5   | 2    | 10   | 8   | 362 |
| 14  | Josef Newgarden     | 23  | 9   | 13  | 5   | 25   | 28   | 7    | 16   | 8   | 11  | 16  | 15  | 5   | 23   | 11   | 23  | 24  | 2   | 5    | 13   | 20  | 348 |
| 15  | Ernesto Viso        | 7   | 12  | 22  | 6   | 4    | 18   | 17   | 17   | 10  | 4   | 19  | 10  | 21  | 14   | 5    | 17  | 14  | 13  | 9    | 16   | S   | 340 |
| 16  | Ed Carpenter        | 14  | 22  | 18  | 23  | 1    | 10   | 18   | 15   | 4   | 14  | 6   | 4   | 9   | 13   | 22   | 20  | 19  | 14  | 23   | 22   | 2   | 333 |
| 17  | Takuma Sato         | 8   | 14  | 1   | 2   | 18   | 13   | 19   | 23   | 11  | 7   | 7   | 23  | 22  | 24   | 20   | 22  | 23  | 24  | 17   | 14   | 17  | 322 |
| 18  | Graham Rahal        | 13  | 21  | 2   | 22  | 26   | 25   | 9    | 9    | 21  | 16  | 9   | 5   | 18  | 20   | 13   | 18  | 11  | 17  | 7    | 18   | 15  | 319 |
| 19  | James Jakes         | 15  | 23  | 12  | 17  | 20   | 20   | 10   | 2    | 12  | 18  | 21  | 18  | 12  | 12   | 23   | 13  | 25  | 23  | 6    | 17   | 22  | 294 |
| 20  | Tristan Vautier     | 21  | 10  | 17  | 16  | 28   | 16   | 11   | 14   | 18  | 21  | 15  | 13  | 19  | 19   | 16   | 21  | 12  | 11  | 22   | 11   | 21  | 266 |
| 21  | Sebastián Saavedra  | 20  | 20  | 27  | 19  | 27   | 32   | 22   | 10   | 14  | 13  | 20  | 19  | 23  | 16   | 15   | 19  | 21  | 8   | 14   | 12   | 24  | 236 |
| 22  | Oriol Servià        | 17  | 15  | 6   | 4   | 13   | 11   |      |      | 19  |     | 10  | 7   |     |      |      | 14  |     | 12  | 19   | 7    | 19  | 233 |
| 23  | Mike Conway         |     |     | 25  |     |      |      | 1    | 3    |     |     |     |     |     | 7    | 7    |     |     |     | 16   | 9    |     | 185 |
| 24  | Alex Tagliani       | 10  | 11  | 19  | 12  | 11   | 24   | 23   | 21   | 22  | 23  | 12  | 24  | 17  | 17   | 10   |     |     |     |      |      | 14  | 180 |
| 25  | J. R. Hildebrand    | 19  | 17  | 5   | 15  | 10   | 33   |      |      |     |     |     |     |     |      |      |     | 16  |     |      |      | 11  | 112 |
| 26  | Ryan Briscoe        |     |     |     |     | 23   | 12   | 21   | 13   |     | 15  |     |     | 14  | 22   | S    | LES | 17  |     |      |      |     | 100 |
| 27  | A. J. Allmendinger  |     | 19  | 23  |     | 5    | 7    | 25   | 25   |     |     |     |     |     |      |      |     |     |     |      |      | 16  | 79  |
| 28  | Carlos Muñoz        |     |     |     |     | 2    | 2    |      |      |     |     |     |     |     |      | 17   |     |     |     |      |      | 23  | 74  |
| 29  | Bia Figueiredo      | 22  | 24  | 14  | 25  | 29   | 15   |      |      |     | 19  | 18  | 22  |     |      |      |     |     |     |      |      |     | 72  |
| 30  | Luca Filippi        |     |     |     |     |      |      |      |      |     |     |     |     |     |      |      | 16  |     | 22  | 10   | 19   |     | 53  |
| 31  | Pippa Mann          |     |     |     |     | 30   | 30   |      |      | 24  |     |     |     | 15  |      |      |     |     |     |      |      | 25  | 34  |
| 32  | James Davison       |     |     |     |     |      |      |      |      |     |     |     |     |     |      |      | 15  | 18  |     |      |      |     | 27  |
| 33  | Stefan Wilson       |     |     |     |     |      |      |      |      |     |     |     |     |     |      |      |     |     | 16  |      |      |     | 14  |
| 34  | Conor Daly          |     |     |     |     | 31   | 22   |      |      |     |     |     |     |     |      |      |     |     |     |      |      |     | 11  |
| 35  | Townsend Bell       |     |     |     |     | 22   | 27   |      |      |     |     |     |     |     |      |      |     |     |     |      |      |     | 10  |
| 36  | Lucas Luhr          |     |     |     |     |      |      |      |      |     |     |     |     |     |      |      |     | 22  |     |      |      |     | 8   |
| 37  | Katherine Legge     |     |     |     |     | 33   | 26   |      |      |     |     |     |     |     |      |      |     |     |     |      |      |     | 8   |
| 38  | Buddy Lazier        |     |     |     |     | 32   | 31   |      |      |     |     |     |     |     |      |      |     |     |     |      |      |     | 8   |
|     | Michel Jourdain Jr. |     |     |     |     | NQ   | NQ   |      |      |     |     |     |     |     |      |      |     |     |     |      |      |     | –   |
| Pos | Piloto              | STP | ALA | LBH | SAO | Q    | 500  | DET1 | DET2 | TEX | MIL | Q   | 250 | POC | TOR1 | TOR2 | MDO | SNM | BAL | HOU1 | HOU2 | FON | Pts |
| Pos | Piloto              | STP | ALA | LBH | SAO | INDY | INDY | DET1 | DET2 | TEX | MIL | IOW | IOW | POC | TOR1 | TOR2 | MDO | SNM | BAL | HOU1 | HOU2 | FON | Pts |

| Cor           | Resultado             |
| ------------- | --------------------- |
| Ouro          | Vencedor              |
| Prata         | 2º lugar              |
| Bronze        | 3º lugar              |
| Verde         | 4º ao 5º lugar        |
| Azul          | 6º ao 10º lugar       |
| Roxo          | 11º lugar em diante   |
| Púrpura       | Não terminou          |
| Vermelho      | Não classificado (NQ) |
| Preto         | Desclassificado (DSQ) |
| Branco        | Não começou (NL)      |
| Marrom        | Substituído (S)       |
| Azul claro    | Apenas treino (AT)    |
| Sem cor       | Não participou        |
| Sem cor       | Lesionado (LES)       |
| Sem cor       | Excluído (EX)         |
|               |                       |
| Negrito       | Pole-position         |
| Itálico       | Líder por mais voltas |
| Rookie do ano |                       |
| Rookie        |                       |